# Senso-dži
Sensō-dži (japonsko 金龍山浅草寺, latinizirano: Kinrjū-zan Sensō-dži) je starodavni budistični tempelj v Asakusi v Tokiu na Japonskem. To je najstarejši tempelj v Tokiu in eden njegovih najpomembnejših. Prej povezan z budistično sekto Tendai, se je po drugi svetovni vojni osamosvojil. Posvečen je Kanonu, bodhisatvi sočutja, in je najbolj obiskano duhovno mesto na svetu z več kot 30 milijoni obiskovalcev letno. Ob templju je petnadstropna pagoda, šintoistično svetišče Asakusa, kot tudi številne trgovine s tradicionalnimi izdelki v Nakamise-dōri.
Tempelj ima streho iz titana, ki ohranja zgodovinsko podobo, vendar je močnejša in lažja.

## Zgodovina
Tempelj je posvečen bodhisatvi Kanon (Avalokitešvara). Po legendi sta dva ribiča, brata Hinokuma Hamanari in Hinokuma Takenari, leta 628 našega štetja v reki Sumida našla kip Kanona. Poglavar njihove vasi, Hadžino Nakamoto, je priznal svetost kipa in ga zaščitil tako, da je svojo hišo preuredil v majhen tempelj v Asakusi, da bi vaščani lahko častili Kanona.
Prvi tempelj je bil ustanovljen leta 645, zaradi česar je najstarejši tempelj v Tokiu. V prvih letih šogunata Tokugava je  Tokugava Iejasu določil Sensō-dži za skrbniški tempelj klana Tokugava.
Svetišče Nišinomija Inari je znotraj območja Sensō-dži in tori označuje vstop v posvečena tla svetišča. Bronasta plošča na strukturi prehoda navaja tiste, ki so prispevali k izgradnji torija, ki je bil postavljen leta 1727 (Kjōhō 12, 11. mesec).
Med drugo svetovno vojno je bil tempelj bombardiran in uničen med zračnim napadom na Tokio 10. marca. Kasneje so ga obnovili in je za Japonce simbol ponovnega rojstva in miru. Na dvorišču je drevo, ki ga je bomba zadela v zračnih napadih in je ponovno zraslo v lupino starega drevesa in je podoben simbol kot sam tempelj.

## Tempeljski kompleks
Sensō-dži je središče največjega in najbolj priljubljenega tokijskega festivala Sanja Macuri. To poteka 3–4 dni pozno spomladi, okoliške ulice pa so zaprte za promet od zore do poznega večera.
Na vhodu v tempelj dominira Kaminarimon ali »vrata groma«. Ta impozantna budistična stavba ima masivno papirnato svetilko, dramatično poslikano v živih rdeče-črnih tonih, ki nakazujejo nevihtne oblake in strele. Za Kaminarimonom je Nakamise-dori s trgovinami, ki mu sledijo Hōzōmon ali »Vrata zakladnice«, ki omogočajo vhod v notranji kompleks. Znotraj območja stojita veličastna petnadstropna pagoda in glavna dvorana, posvečena Kanonu.
Sensō-dži vsako leto obišče veliko turistov, tako japonskih kot tujih. V okolici je veliko tradicionalnih trgovin in restavracij s tradicionalnimi jedmi (ročno izdelani rezanci, suši, tempura itd.), ki skrbijo za množice obiskovalcev. Nakamise-dori, ulica, ki vodi od vrat Kaminarimon do samega templja, je obrobljena z majhnimi trgovinami, ki prodajajo spominke, od pahljač, ukijo-e (odtisi lesenih blokov), kimona in drugih oblačil, budističnih zvitkov, tradicionalnih sladkarij do igrač Godzilla, majice in trakovi za mobilne telefone. Te trgovine same so del žive tradicije prodaje romarjem, ki so hodili v Sensō-dži.
Znotraj samega templja in tudi na mnogih mestih na njegovem pristopu so stojnice o-mikudži. Za predlagano donacijo v višini 100 jenov si lahko obiskovalci ogledajo orakelj in božanske odgovore na svoja vprašanja. Vpraševalci stresajo označene palčke iz zaprtih kovinskih posod in preberejo ustrezne odgovore, ki jih pridobijo iz enega od 100 možnih predalov.
Znotraj templja je miren kontemplativni vrt v značilnem japonskem slogu.

### Kaminarimon
Kaminarimon (雷門, »vrata groma«) so zunanja od dveh velikih vhodnih vrat, ki na koncu vodijo do Sensō-dži (notranja so Hōzōmon) v Asakusi v Tokiu na Japonskem. Vrata z lučko in kipi so priljubljena med turisti. Visoka so 11,7 metra, široka 11,4 metra  in pokrivajo površino 69,3 kvadratnih metrov. Prva vrata so bila zgrajena leta 941, sedanja vrata pa so iz leta 1960, potem ko so bila prejšnja vrata uničena v požaru leta 1865.

#### Zgodovina
Kaminarimon je leta 941 prvič zgradil Taira no Kinmasa, vojaški poveljnik. Prvotno so bila v bližini Komagate, vendar so bila rekonstruirana na sedanji lokaciji leta 1635. Takrat naj bi bili bogovi vetra in groma prvič postavljeni na vrata. Vrata so bila skozi stoletja večkrat uničena. Štiri leta po preselitvi je Kaminarimon pogorel in leta 1649 je Tokugava Iemicu ponovno zgradil vrata skupaj z nekaterimi drugimi glavnimi strukturami v tempeljskem kompleksu. Vrata so pogorela do tal leta 1757 in ponovno leta 1865. Trenutna stavba Kaminarimona je bila posvečena decembra 1960. Petindevetdeset let po zadnjem požaru je bil Konosuke Macušita, ustanovitelj Macušita Electric Industrial Company (zdaj Panasonic), pozvan, naj obnovi vrata. Z denarnimi donacijami Macušite so bila leta 1960 vrata obnovljena.

#### Lastnosti
V Kaminarimonu so štirje kipi, dva v sprednjih nišah in dva na drugi strani. Na sprednji strani vrat sta prikazana kipa šintoističnih bogov Fūdžin in Raidžin. Fūdžin, bog vetra, je na vzhodni strani vrat, medtem ko je Raidžin, bog groma, na zahodni strani. Prvotni skulpturi sta bili močno poškodovani v požaru leta 1865, pri čemer so rešili samo glave, kipa pa obnovili z obnovo vrat leta 1960.
Dva dodatna kipa stojita na hrbtni strani vrat: budistični bog Tenrjū na vzhodni strani in boginja Kinrjū na zahodni strani. Ta sta bila podarjena leta 1978 v počastitev 1350. obletnice prvega nastopa bodhisatve Kanon (Avalokitešvara) v Asakusi, kar je vodilo do ustanovitve Sensō-dži. Kipe je izrezljal takrat 106-letni kiparski mojster Hirakuši Denčū.
Pod sredino vrat visi velikanska rdeča svetilka (čōčin). Visoka je 3,9 metra, široka 3,3 metra in tehta približno 700 kilogramov. Trenutno svetilko, peta ponovitev, je izdelal Takahaši Čōčin K.K leta 2013 in ima na dnu enako kovinsko podlago kot prejšnja svetilka. Podnožje ima ploščico z imenom »Macušita Denki«, skrajšano obliko Panasonicovega starega japonskega imena Macušita Denki Sangjo Kabušiki Gaiša. Na sprednji strani luči je prikazano ime vrat, Kaminarimon (雷門). Na hrbtni strani je naslikano uradno ime vrat, Fūraidžinmon (風雷神門). Med festivali, kot je Sanja Macuri, se lučka zruši, da lahko visoki predmeti preidejo skozi vrata.
Znaki 金龍山 (Kinrjū-zan) na tablici nad lučko se berejo od desne proti levi in se nanašajo na Sensō-dži.

### Hozomon
Hōzōmon (宝蔵門, »Vrata zakladnice«) so notranja od dveh velikih vhodnih vrat, ki končno vodijo do Sensō-dži (zunanja so Kaminarimon) v Asakusi v Tokiu. Dvonadstropna vrata (nidžūmon) v drugem nadstropju hranijo številne zaklade Sensō-dži. V prvi etaži sta dva kipa, tri luči in dva velika sandala. Visoka so 22,7 metra, širok 21 metrov in globoka 8 metrov.

#### Zgodovina
Hōzōmon je leta 942 prvič zgradil Taira no Kinmasa. Leta 1631 jih je uničil požar, leta 1636 pa jih je ponovno zgradil Tokugava Iemicu. Stala so še 300 let, dokler niso bila znova požgana med zračnimi napadi na Tokio leta 1945. Leta 1964 je bila sedanja konstrukcija iz armiranega betona zgrajena z donacija 150 milijonov ¥ od Yonetarō Motoja.
Ker so bila vrata rekonstruirana z ognjeodpornimi materiali, so v zgornji etaži Hōzōmona shranjene dragocene sutre Sensō-džija. Ti zakladi vključujejo kopijo Lotosove sutre, ki je označena kot japonski nacionalni zaklad, in Issai-kjō, popolno zbirko budističnih svetih spisov, ki je bila označena kot pomembna kulturna lastnina.

#### Lastnosti
Za razliko od Kaminarimona, kjer so štirje različni kipi, Hōzōmon hrani dva kipa varuhov, ki sta na obeh straneh južne stene vrat. Ta 5,45 metra visoka kipa predstavljata Niō, božanstva varuha Bude. Zaradi teh kipov so se vrata prvotno imenovala Niōmon (仁王門, »Niō vrata«), preden so jih preimenovali v Hōzōmon.
Na vratih so tudi tri velike luči. Največja in najvidnejša svetilka je rdeča čōčin, ki visi pod sredino odprtine vrat. Z višino 3,75 metra, premerom 2,7 metra in težo 400 kilogramov je na luči prikazano ime mesta Kobunačō (小舟町). Trenutna različica luči sega v leto 2003, ko so ljudje iz Kobunača donirali 5 milijonov ¥. Njihova donacija je obeležila 400. obletnico začetka obdobja Edo. Na obeh straneh čōčina visita dva 2,75 metra visoka bakrena tōrō, ki tehtata približno 1000 kilogramov vsak. Vse tri lampijone popolnoma odstranijo med festivali, kot je Sandža Macuri.
Na Hōzōmonovi severni (zadnji) strani sta varadži, dva 4,5 metra dolga in 1,5 metra široka slamnata sandala, ki tehtata 400 kilogramovvsak.

## Nakamise-dōri
Nakamise-dōri (仲見世通り) je ulica na pristopu k templju. Nastala naj bi v začetku 18. stoletja, ko so sosedje Sensō-džija dobili dovoljenje za postavitev trgovin na pristopu k templju. Vendar pa je maja 1885 vlada v Tokiu vsem lastnikom trgovin ukazala, naj zapustijo trgovino. Decembra istega leta je bilo območje obnovljeno v zahodnem slogu opeke. Med velikim potresom v Kantōju leta 1923 je bilo veliko trgovin uničenih, nato pa so jih leta 1925 obnovili z uporabo betona, da bi bile med bombardiranjem druge svetovne vojne ponovno uničene.
Dolžina ulice je približno 250 metrov  in vsebuje približno 89 trgovin.

## Galerija
- Romarji in turisti, ki se zgrinjajo v Sensō-dži, že stoletja nakupujejo v majhnih trgovinah
- Tempelj ponoči.
- 1910
- 1820
- Utagava Hirošige
- Sandža Macuri
- Ilustracija v Sensodžiju o tem, kako brata ribiča najdeta kipec bosacu Kannon v reki Sumida
- Ilustracijsko okno v Sensodžiju bosacu Kannona, posvečenega in čaščenega v zgodnjem Senso-džiju in svetišču Asakusa
- Nakamise-Dori po ameriških bombnih napadih leta 1945.